# Campionati del mondo di atletica leggera indoor 1993
I Campionati del mondo di atletica leggera indoor 1993 (4ª edizione) si sono svolti allo SkyDome di Toronto, in Canada, dal 12 al 14 marzo.
È stata l'ultima edizione in cui si sono svolte le gare di marcia (5.000 m maschile e 3.000 m femminile). In compenso sono stati introdotti (come eventi non competitivi) le discipline dell'eptathlon maschile e del pentathlon femminile.

## Medagliati

### Uomini
| Specialità | Oro                                                            | Prestazione | Argento                                                              | Prestazione | Bronzo                                                                | Prestazione |
| Corse piane |                                                                |             |                                                                      |             |                                                                       |             |
| 60 m | Bruny Surin                                                    | 6"50        | Frank Fredericks                                                     | 6"51        | Talal Mansour                                                         | 6"57        |
| 200 m | James Trapp                                                    | 20"63       | Damien Marsh                                                         | 20"71       | Kevin Little                                                          | 20"72       |
| 400 m | Butch Reynolds                                                 | 45"26       | Sunday Bada                                                          | 45"75       | Darren Clark                                                          | 46"45       |
| 800 m | Tom McKean                                                     | 1'47"29     | Charles Nkazamyampi                                                  | 1'47"62     | Nico Motchebon                                                        | 1'48"15     |
| 1.500 m | Marcus O'Sullivan                                              | 3'45"00     | David Strang                                                         | 3'45"30     | Branko Zorko                                                          | 3'45"39     |
| 3.000 m | Gennaro Di Napoli                                              | 7'50"26     | Eric Dubus                                                           | 7'50"57     | Enrique Molina                                                        | 7'51"10     |
| 5.000 m marcia | Michail Ščennikov                                              | 18'32"10    | Robert Korzeniowski                                                  | 18'35"91    | Mikhail Orlov                                                         | 18'43"48    |
| Corse a ostacoli |                                                                |             |                                                                      |             |                                                                       |             |
| 60 hs | Mark McKoy                                                     | 7"41        | Colin Jackson                                                        | 7"43        | Tony Dees                                                             | 7"43        |
| Salti |                                                                |             |                                                                      |             |                                                                       |             |
| Salto in alto | Javier Sotomayor                                               | 2,41 m      | Patrik Sjöberg                                                       | 2,39 m      | Steve Smith                                                           | 2,37 m      |
| Salto con l'asta | Radion Gataullin                                               | 5,90 m      | Grigoriy Yegorov                                                     | 5,80 m      | Jean Galfione                                                         | 5,80 m      |
| Salto in lungo | Iván Pedroso                                                   | 8,23 m      | Joe Greene                                                           | 8,13 m      | Jaime Jefferson                                                       | 7,98 m      |
| Salto triplo | Pierre Camara                                                  | 17,59 m     | Māris Bružiks                                                        | 17,36 m     | Brian Wellman                                                         | 17,27 m     |
| Lanci |                                                                |             |                                                                      |             |                                                                       |             |
| Getto del peso | Mike Stulce                                                    | 21,27 m     | Jim Doehring                                                         | 21,08 m     | Oleksandr Bahač                                                       | 20,63 m     |
| Staffette |                                                                |             |                                                                      |             |                                                                       |             |
| Staffetta 4×400 m | Stati Uniti Darnell Hall Brian Irvin Jason Rouser Mark Everett | 3'04"20     | Trinidad e Tobago Daziel Jules Alvin Daniel Neil de Silva Ian Morris | 3'07"02     | Giappone Masayoshi Kan Seiji Inagaki Yoshihiko Saito Hiroyuki Hayashi | 3'07"30     |
| record mondiale; record mondiale stagionale; record africano; record asiatico; record europeo; record nord-centroamericano e caraibico; record sudamericano; record oceaniano; record dei campionati; record nazionale; record personale; record personale stagionale. |                                                                |             |                                                                      |             |                                                                       |             |

### Donne
| Specialità | Oro                                                                          | Prestazione | Argento                                                                   | Prestazione | Bronzo               | Prestazione |
| Corse piane |                                                                              |             |                                                                           |             |                      |             |
| 60 m | Gail Devers                                                                  | 6"95        | Irina Privalova                                                           | 6"97        | Zhanna Tarnopolskaya | 7"21        |
| 200 m | Irina Privalova                                                              | 22"15       | Melinda Gainsford                                                         | 22"73       | Natal'ja Voronova    | 22"90       |
| 400 m | Sandie Richards                                                              | 50"93       | Tat'jana Alekseeva                                                        | 51"03       | Jearl Miles          | 51"37       |
| 800 m | Maria Mutola                                                                 | 1'57"55     | Svetlana Masterkova                                                       | 1'59"18     | Joetta Clark         | 1'59"86     |
| 1.500 m | Yekaterina Podkopayeva                                                       | 4'09"29     | Violeta Beclea                                                            | 4'09"41     | Sandra Gasser        | 4'10"99     |
| 3.000 m | Yvonne Murray                                                                | 8'50"55     | Margareta Keszeg                                                          | 9'02"89     | Lynn Jennings        | 9'03"78     |
| 3.000 m marcia | Elena Nikolaeva                                                              | 11'49"73    | Kerry Saxby-Junna                                                         | 11'53"82    | Ileana Salvador      | 11'55"35    |
| Corse a ostacoli |                                                                              |             |                                                                           |             |                      |             |
| 60 hs | Julie Baumann                                                                | 7"86        | LaVonna Martin                                                            | 7"99        | Patricia Girard-Léno | 8"01        |
| Salti |                                                                              |             |                                                                           |             |                      |             |
| Salto in alto | Stefka Kostadinova                                                           | 2,02 m      | Heike Henkel                                                              | 2,02 m      | Inha Babakova        | 2,00 m      |
| Salto in lungo | Marieta Ilcu                                                                 | 6,84 m      | Susen Tiedtke                                                             | 6,84 m      | Inesa Kravec'        | 6,77 m      |
| Salto triplo | Inesa Kravec'                                                                | 14,47 m     | Yolanda Chen                                                              | 14,36 m     | Inna Lasovskaya      | 14,35 m     |
| Lanci |                                                                              |             |                                                                           |             |                      |             |
| Getto del peso | Svetlana Krivelëva                                                           | 19,57 m     | Stephanie Storp                                                           | 19,37 m     | Zhang Liuhong        | 19,32 m     |
| Staffette |                                                                              |             |                                                                           |             |                      |             |
| Staffetta 4×400 m | Giamaica Deon Hemmings Beverley Grant Cathy Rattray-Williams Sandie Richards | 3'32"32     | Stati Uniti Trevaia Williams Terri Dendy Dyan Webber Natasha Kaiser-Brown | 3'32"50     | -                    | -           |
| record mondiale; record mondiale stagionale; record africano; record asiatico; record europeo; record nord-centroamericano e caraibico; record sudamericano; record oceaniano; record dei campionati; record nazionale; record personale; record personale stagionale. |                                                                              |             |                                                                           |             |                      |             |

## Eventi non competitivi
Alcune competizioni furono disputate senza però entrare nel computo totale delle medaglie. La staffetta 1.600 m mista consiste di quattro giri sulle distanze di 800 m, 200 m, 200 m e 400 m.

### Uomini
| Specialità | Oro                                                              | Prestazione | Argento                                                                   | Prestazione | Bronzo                                                               | Prestazione |
| Prove multiple |                                                                  |             |                                                                           |             |                                                                      |             |
| Eptathlon | Dan O'Brien                                                      | 6.476 p.    | Mike Smith                                                                | 6.279 p.    | Eduard Hämäläinen                                                    | 6.075 p.    |
| Staffette |                                                                  |             |                                                                           |             |                                                                      |             |
| Staffetta 1.600 m mista | Stati Uniti Mark Everett James Trapp Kevin Little Butch Reynolds | 3'15"10     | Brasile Gilmar dos Santos André da Silva Sidnei Telles Eronilde de Araújo | 3'16"11     | Canada Freddie Williams Ricardo Greenidge Peter Ogilvie Mark Jackson | 3'16"93     |
| record mondiale; record mondiale stagionale; record africano; record asiatico; record europeo; record nord-centroamericano e caraibico; record sudamericano; record oceaniano; record dei campionati; record nazionale; record personale; record personale stagionale. |                                                                  |             |                                                                           |             |                                                                      |             |

### Donne
| Specialità | Oro                                                          | Prestazione | Argento                                                            | Prestazione | Bronzo         | Prestazione |
| Prove multiple |                                                              |             |                                                                    |             |                |             |
| Pentathlon | Liliana Năstase                                              | 4.686 p.    | Urszula Włodarczyk                                                 | 4.667 p.    | Birgit Clarius | 4.641 p.    |
| Staffette |                                                              |             |                                                                    |             |                |             |
| Staffetta 1.600 m mista | Stati Uniti Joetta Clark Wendy Vereen Kim Batten Jearl Miles | 3'45"90     | Canada Donalda Duprey Sonia Paquette Mame Twumasi Alanna Yakiwchuk | 3'56"34     | -              | -           |
| record mondiale; record mondiale stagionale; record africano; record asiatico; record europeo; record nord-centroamericano e caraibico; record sudamericano; record oceaniano; record dei campionati; record nazionale; record personale; record personale stagionale. |                                                              |             |                                                                    |             |                |             |

## Medagliere
| Posizione | Paese             | Oro | Argento | Bronzo | Totale |
| --------- | ----------------- | --- | ------- | ------ | ------ |
| 1         | Russia            | 6   | 4       | 3      | 13     |
| 2         | Stati Uniti       | 5   | 4       | 5      | 14     |
| 3         | Regno Unito       | 2   | 2       | 1      | 5      |
| 4         | Cuba              | 2   | 0       | 1      | 3      |
| 5         | Canada            | 2   | 0       | 0      | 2      |
| 5         | Giamaica          | 2   | 0       | 0      | 2      |
| 7         | Romania           | 1   | 2       | 0      | 3      |
| 8         | Francia           | 1   | 1       | 2      | 4      |
| 9         | Ucraina           | 1   | 0       | 4      | 5      |
| 10        | Italia            | 1   | 0       | 1      | 2      |
| 10        | Svizzera          | 1   | 0       | 1      | 2      |
| 12        | Bulgaria          | 1   | 0       | 0      | 1      |
| 12        | Irlanda           | 1   | 0       | 0      | 1      |
| 12        | Mozambico         | 1   | 0       | 0      | 1      |
| 15        | Australia         | 0   | 3       | 1      | 4      |
| 15        | Germania          | 0   | 3       | 1      | 4      |
| 17        | Burundi           | 0   | 1       | 0      | 1      |
| 17        | Kazakistan        | 0   | 1       | 0      | 1      |
| 17        | Lettonia          | 0   | 1       | 0      | 1      |
| 17        | Namibia           | 0   | 1       | 0      | 1      |
| 17        | Nigeria           | 0   | 1       | 0      | 1      |
| 17        | Polonia           | 0   | 1       | 0      | 1      |
| 17        | Svezia            | 0   | 1       | 0      | 1      |
| 17        | Trinidad e Tobago | 0   | 1       | 0      | 1      |
| 25        | Bermuda           | 0   | 0       | 1      | 1      |
| 25        | Cina              | 0   | 0       | 1      | 1      |
| 25        | Croazia           | 0   | 0       | 1      | 1      |
| 25        | Giappone          | 0   | 0       | 1      | 1      |
| 25        | Qatar             | 0   | 0       | 1      | 1      |
| 25        | Spagna            | 0   | 0       | 1      | 1      |
| Totale    | Totale            | 27  | 27      | 26     | 80     |